# São Sebastião do Maranhão
São Sebastião do Maranhão est une municipalité brésilienne de l'État du Minas Gerais et la microrégion de Peçanha.